# Albert Adomah
Albert Danquah Adomah (Lambeth, 13 de dezembro de 1987), é um futebolista profissional ganês que atua como meia-atacante. Atualmente, joga pelo Walsall.